# رسم حميدة
رسم حميدة قرية في ناحية جب الجراح التابعة لمنطقة المخرّم في محافظة حمص في سورية. بلغ عدد سكان القرية 452 نسمة حسب تعداد عام 2004.